# Philips van Almonde

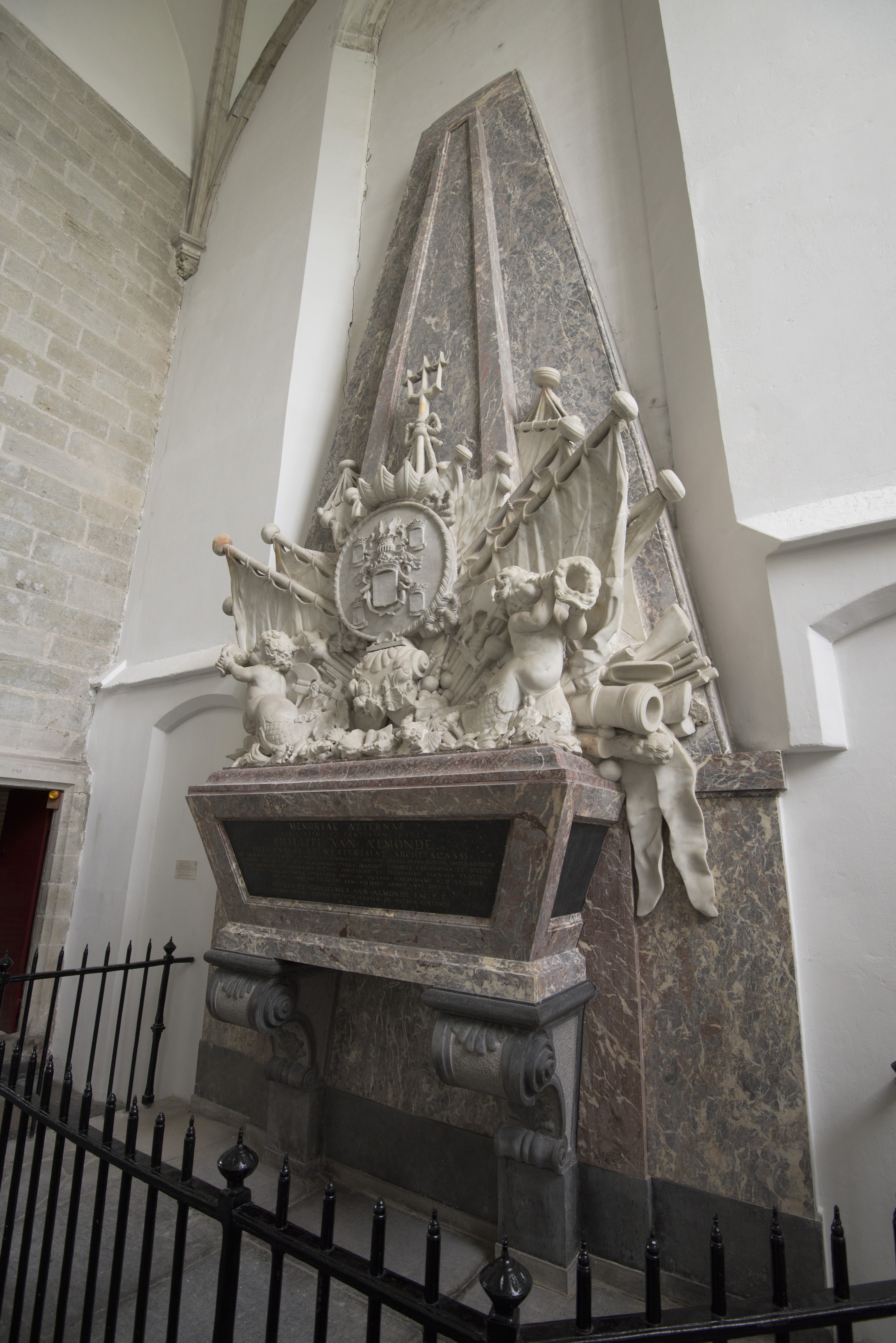
Grobowiec Philipsa van Almonde w Kościele św. Katarzyny w Brielle

Philips van Almonde (ur. 29 grudnia 1646 w Briel, zm. 6 stycznia 1711 w Lejdzie), admirał holenderski, służący w holenderskiej marynarce na przełomie XVII/XVIII wieku.

## Początki kariery
Philips był synem Pietera Jansza van Almonde, zamożnego mieszczanina, zatem marynarskiej profesji uczył się od swego wuja, dowódcy fregaty Jacoba Cleidijcka, stając się w roku 1661 kadetem na jego okręcie Wapen van Dordrecht. W 1664 został porucznikiem. Podczas bitwy pod Lowestoft w wojnie angielsko-holenderskiej w 1665 przejął dowództwo od swego wuja a 14 sierpnia otrzymał potwierdzenie swego dowództwa nad okrętem. Wyróżnił się w czterodniowej bitwie 11 lipca-14 lipca 1666, gdzie admirał-porucznik Michiel de Ruyter pobił angielską flotę Moncka.

## Dowódca okrętu
W 1667 został pełnym kapitanem. W 1671 został dowódcą okrętu Harderwijk. Dnia 6 października 1673 podczas trzeciej wojny holenderskiej, został admirałem po tym, jak wyróżnił się jako kapitan okrętu Wassenaer w bitwie pod Solebay i jako kapitan okrętu Delft podczas bitwy pod Schooneveld i Texel.
W 1674 Almonde na okręcie Ridderschap van Holland prowadził działania w okolicach francuskiego zachodniego wyrzeża. W następnym roku towarzyszył eskadrze Trompa na Morzu Śródziemnym. Dnia 4 czerwca 1676 towarzysząc Trompowi na okręcie Delft pomagał Duńczykom w walce ze szwedzką flotą na Bałtyku. W 1676 po śmierci de Ruytera Almonde przejął dowództwo nad flotą holenderską na Morzu Śródziemnym i wrócił z nią do Holandii. Dnia 5 kwietnia 1684 Admiralicja Amsterdamu wyznaczyła go na swojego wiceadmirała.

## Wojna palatynacka
Jednak swą wielką sławę osiągnął dopiero w wojnie palatynackiej, w której Holandia i jej sprzymierzeńcy zmierzyli się z królem Francji Ludwikiem XIV.
Dnia 28 marca 1692 został admirałem-porucznkiem. Almonde na okręcie De Prins dowodził eskadrą podczas bitwy pod La Houge (znanej także jako bitwa pod Barfleur) 29 maja 1692.
Tam znacznie przyczynił się do klęski floty francuskiej admirała Tourville'a przez pomysł z długimi łodziami wysłanymi przeciwko złapanym w pułapkę Francuzom. Pomysł ten stanowił ulubioną taktykę stosowaną przez Holendrów.

## Hiszpańska wojna sukcesyjna
W 1702 podczas hiszpańskiej wojny sukcesyjnej, Almonde stał za planem zdobycia bogato obładowanej hiszpańskiej floty skarbów płynącej z Indii Zachodnich. Dnia 23 października przekonał angielskiego admirała George'a Rooke'a by zaatakować obładowane złotem statki nie zważając na późną porę roku i fakt ochrony konwoju przez francuskie okręty liniowe. Flota holendersko-angielska zniszczyła flotę nieprzyjacielską w zatoce Vigo. Anglicy zdobyli 4 liniowce i 6 galeonów, podczas gdy Holendrzy wzięli 6 okrętów i 5 obładowanych skarbami galeonów.

## Ostatnie lata
Na wieść o tym, że ma być podwładnym angielskiego wiceadmirała, w 1706 zrzekł się dowodzenia flotą holenderską zmierzającą do Portugalii. Dnia 20 grudnia 1708 został przeniesiony do swej poprzedniej Admiralicji w Rotterdamie. Almonde później wrócił później do swojej posiadłości Haaswyk koło Lejdy, gdzie zmarł 6 stycznia 1711.